# 하틀풀 유나이티드 FC
하틀풀 유나이티드(Hartlepool United F.C.)는 잉글랜드 더럼주 하틀풀을 연고지로 하는 프로 축구팀이다.

## 선수 명단

### 현역
참고: FIFA 자격 규정에 따라 소속된 국가대표팀 국기를 표시합니다. 선수는 복수의 FIFA 비회원국 국적을 가지고 있을 수 있습니다.
| 번호 | 포지션 | 국적 | 이름                 |
| ---- | ------ | ---- | -------------------- |
| 8    | MF     |      | 안소니 고메즈 맨시니 |

| 번호 | 포지션 | 국적 | 이름 |
| ---- | ------ | ---- | ---- |